# Thrigmopoeus insignis
Thrigmopoeus insignis is een spinnensoort uit de familie van de vogelspinnen (Theraphosidae).
De wetenschappelijke naam van de soort werd in 1899 gepubliceerd door Reginald Innes Pocock.
De spin komt voor in Karnataka (India) en heeft een versnipperde verspreiding. De populatietrend is dalend. De soort staat op de Rode Lijst van de IUCN als kwetsbaar.